# Северо-Осетинский областной комитет КПСС
Северо-Осетинский областной (республиканский) комитет КПСС — центральный партийный орган, существовавший в Северной Осетии (Северо-Осетинская АО, Северо-Осетинская АССР) с октября 1924 года по 6 ноября 1991 года.

## История
- 20 января 1921 образован как Владикавказский (Осетинский) национальный округ в составе Горской АССР
- 7 июля 1924 года Владикавказский (Осетинский) национальный округ преобразован в Северо-Осетинскую автономную область и в связи с этим, спустя 3 месяца был создан Северо-Осетинский областной комитет РКП(б).
- В декабре 1925 Северо-Осетинский областной РКП(б) переименован в Северо-Осетинский областной областной комитет ВКП(б).
- 5 декабре 1936 года Северо-Осетинская автономная область преобразована в Северо-Осетинскую Автономную Советскую Социалистическую Республику.
- В октябре 1952 Северо-Осетинский областной комитет ВКП(б) переименован в Северо-Осетинский областной комитет КПСС.
- В 1990 году Северо-Осетинский областной комитет КПСС преобразован в Северо-Осетинский республиканский комитет КПСС, а в апреле 1991 года переименован в Северо-Осетинский республиканский комитет КП РСФСР (в составе КПСС).
- 23 августа 1991 Указом Президента РСФСР № 79 деятельность КП РСФСР приостановлена, а 6 ноября того же года Указом Президента РСФСР № 169 запрещена.

## Ответственные секретари/первые секретари РКП(б)/ВКП(б)/КПСС

### Ответственные секретари
- 29.10.1924 — 15.1.1927 ответственный секретарь Такоев Симон Алиевич
- 15.1.1927 — 6.1928 ответственный секретарь Борукаев Казбек Каурбекович
- 6.1928 — 9.1930 ответственный секретарь Питковский Михаил Феликсович
- 9.1930 — 9.1931 ответственный секретарь Белоцкий, Морис Львович

### Первые секретари
- 9.1931 — 9.9.1934 Демиховский, Давид Вениаминович
- 9.9.1934 — 2.1936 Бутаев, Казбек Саввич
- .2 — 5.12.1936 Маурер, Генрих Владиславович
- 5.12.1936 — 21.7.1937 Маурер, Генрих Владиславович
- 21.7 — .11.1937 Коков, Фёдор Гаппоевич
- 11.1937 — 5.1938 Лемаев, Василий Петрович
- 5.1938 — 1.1940 Иванов, Никита Петрович
- 1.1940 — 4.1944 Мазин, Николай Петрович
- 4.1944 — 11.1953 Кулов, Кубади Дмитриевич
- 11.1953 — 5.8.1961 Агкацев, Владимир Михайлович
- 5.8.1961 — 15.1.1982 Кабалоев, Билар Емазаевич
- 15.1.1982 — 26.11.1988 Одинцов, Владимир Евгеньевич
- 26.11.1988 — 24.2.1990 Дзасохов, Александр Сергеевич
- 24.2.1990 — 23.8.1991 Галазов, Ахсарбек Хаджимурзаевич